# Elaphria pallescens
Elaphria pallescens är en fjärilsart som beskrevs av George Francis Hampson 1909. Elaphria pallescens ingår i släktet Elaphria och familjen nattflyn. Inga underarter finns listade i Catalogue of Life.